# Ferdinand Sauerbruch
Ernst Ferdinand Sauerbruch (Barmen, 3 juli 1875 – Berlijn, 2 juli 1951) was een Duitse arts. Hij wordt beschouwd als een van de belangrijkste en invloedrijkste chirurgen van de 20e eeuw. Sauerbruch was pionier op het gebied van thorax- en andere borstoperaties en ontwierp een prothese voor de arm.
In 1901 slaagde Sauerbruch, die in zijn jeugd veel armoede gekend had, na een moeizame studententijd te Leipzig voor zijn artsexamen. Al spoedig legde hij zich toe op de chirurgie en verdiepte zich rond 1905 in het ziektebeeld klaplong of pneumothorax, waarvoor hij nieuwe operatietechnieken ontwikkelde. Hij maakte, mede door zijn deskundigheid, snel carrière. In 1908 verhuisde de kort daarvoor met Ada Schultz, dochter  van een collega, getrouwde Sauerbruch naar Marburg, waar hij twee jaar professor aan de universiteit was. Begin 1910 werd zijn zoon Hans geboren (deze zou later enige naam maken als kunstschilder en overleed in 1996). In 1910 nam hij de leerstoel voor chirurgie te Zürich in Zwitserland aan. In Zürich kreeg het echtpaar Sauerbruch drie kinderen : Friedrich (*1911; deze werd ook chirurg en was o.a. tijdens de Tweede Wereldoorlog assistent van zijn vader); Peter (1913-2010; deze werd beroepsofficier) en Marilen (*1917; bijgenaamd de kattenvrouw; zij trouwde later met een bekend uitgever). Door de erfenis van een goede vriend kon hij het ziekenhuis te Zürich met een kinderafdeling uitbreiden. Sauerbruch, wiens vrouw hem van tijd tot tijd als secretaresse hielp, had ook buiten het ziekenhuis patiënten, waaronder leden van buitenlandse vorstenhuizen en regeringen. Onder hen waren o.a. Lenin en Constantijn I van Griekenland. In de Eerste Wereldoorlog was Sauerbruch vrijwilliger in het Duitse leger en verrichtte onder andere operaties achter het front bij Ieper. In deze tijd legde hij zich toe op het ontwikkelen van verbeterde hand- en armprotheses en behandelde daar, met succes, talrijke aan het front gewond geraakte militairen mee.
Begin 1918 volbracht Sauerbruch een geheime missie in opdracht van keizer Wilhelm II van Duitsland. Onder het mom van een inspectie van de gezondheidszorg overhandigde hij de regeringen van Bulgarije en het Osmaanse Rijk vertrouwelijke brieven van de keizer. Medio 1918 vestigde Sauerbruch zich in München waar hij over een voor die tijd moderne operatiekamer kon beschikken. Hij zou er tot 1928 blijven.
Op 21 februari 1919 redde Sauerbruch door een succesvolle spoedoperatie het leven van Anton von Arco auf Valley. Deze had die dag Kurt Eisner, de leider van de communistische Münchense Radenrepubliek vermoord en was bij die aanslag zelf ook gewond geraakt. Sauerbruch raakte hierdoor, en doordat hij de door de communisten kort na de operatie gearresteerde Arco had helpen ontsnappen, zelf in politieke problemen en kon slechts door bemiddeling van de zoon van een ex-patiënte aan terdoodveroordeling door een "revolutierechtbank" ontkomen. Sauerbruch kon dankzij rijke patiënten, die hem in buitenlandse valuta betaalden, ontsnappen aan de gevolgen van de hyperinflatie van 1922-1923. Hij was in deze tijd een gevierd man; niet alleen door succesvolle medische behandelingen (o.a. op Wilhelm Conrad Röntgen in 1923), maar ook door relaties in de zaken-, theater- en kunstwereld was hij een vooraanstaand lid van de society geworden. Hij ging in de twintiger jaren ook met zijn belangrijke collega en frontkameraad uit de Eerste Wereldoorlog, Rudolf Nissen samenwerken.
Vanaf 1928 werkte Sauerbruch in Berlijn, samen met Nissen, in het universiteitsziekenhuis Charité. De familie Sauerbruch raakte bevriend met de schilder Max Liebermann, die Sauerbruch in 1932 portretteerde. Dit schilderij, met de titel Der Chirurg, hangt thans in de Hamburger Kunsthalle.  De vriendschap bleef tot 1935, toen Liebermann overleed, duren. Hoewel Liebermann joods was geweest, en Sauerbruch Adolf Hitler ondersteunde, liep hij met zijn zoon Hans mee in Liebermanns begrafenisstoet.
Sauerbruch zag in Hitler de man, die het bij het Verdrag van Versailles van 1919 aan Duitsland toegebrachte onrecht zou goedmaken. Enthousiast ondersteunde hij het nieuwe regime, ook in redevoeringen en publicaties. Hermann Goering benoemde Sauerbruch in 1934 tot Staatsrat, lid van een hoog adviescollege. Hij wist te bewerken, dat zijn goede vriend Rudolf Nissen, die joods was, een leerstoel aan de universiteit van Istanboel kon overnemen, waardoor deze aan de Jodenvervolging ontsnapte. Ook enige andere joden in zijn vriendenkring bleef hij na 1933 ontmoeten. Desalniettemin heeft Sauerbruch vermoedelijk ook aan beroepsverboden voor bepaalde joodse collega's meegewerkt. In 1937 kon Sauerbruch nog naar Londen reizen voor een belangrijk internationaal vakcongres.  Eind jaren dertig scheidde Sauerbruch van zijn eerste vrouw Ada en trouwde in 1939 met zijn collega Margot Großmann.
Van 1940 tot 1942 was Sauerbruch Generalarzt der Reserve. Hierbij moest hij toezicht houden op lazaretten in o.a. het bezette Nederland, België en Frankrijk, en vanaf 1942 ook aan het Oostfront, o.a. op de Krim. Tussendoor behandelde hij ook allerlei prominenten uit de nazi-periode onder wie minister Bernhard Rust, Joseph Goebbels en Robert Ley, oprichter van het Deutsche Arbeitsfront, maar ook Claus Schenk von Stauffenberg, bekend van het complot van 20 juli 1944 tegen Hitler. Sauerbruch was tijdens het werk een autoritaire Chef, maar was ook, wellicht uitgaande van de medische ethische principes, een tegenstander van Hitlers euthanasiepolitiek.
Al sinds 1863 bestond in Berlijn de traditie van de Mittwochsgesellschaft. Dit was een iedere woensdag plaatsvindend informeel samenzijn tussen 16 of 17 vooraanstaande Berlijnse wetenschappers en mensen in hoge openbare ambten. Steeds vond de bijeenkomst plaats in de villa van één der leden, die het samenzijn opende met een lezing over zijn eigen vakgebied. In 1942 was Sauerbruch lid van dit exclusieve gezelschap, evenals Karl Brandt, Ludwig Beck, een hoge officier en patiënt van Sauerbruch, en ex-minister Johannes Popitz, en Hans Oster, Carl Friedrich Goerdeler en Friedrich Olbricht. Historici houden het voor mogelijk, dat dezen in Sauerbruchs huis met Claus Schenk von Stauffenberg plannen voor het complot van 20 juli 1944 tegen Hitler hebben besproken. Het mislukken van deze staatsgreep leidde tot het verbod van de Mittwochsgesellschaft.  Door voorspraak van de beruchte SS-arts Karl Gebhardt bij Hitler, ontkwam Sauerbruch aan vervolging wegens mogelijke betrokkenheid hierbij.
Hij ontving in 1937 samen met August Bier de Nationale Duitse Prijs voor Kunst en Wetenschap, de "Duitse Nobelprijs" en de daaraan verbonden 100.000 rijksmark.
Toen Berlijn in april 1945 onder Russisch vuur kwam te liggen, bleven Sauerbruch en zijn vrouw vanuit een bunker doorgaan met opereren en andere medische hulpverlening. De Russen wisten dat Sauerbruch een zeer bekwaam arts was, en hij opereerde direct na de val van het Derde Rijk verscheidene Russische officieren.  Na enkele maanden werd hij door de Amerikaanse bezettingsmacht vastgezet op beschuldiging van medeplichtigheid aan het nazisme, maar al spoedig weer vrijgelaten; zijn denazificatieproces is nooit voltooid. In zijn laatste levensjaren bleef Sauerbruch operaties verrichten, totdat hij in 1950 daar als gevolg van dementie niet meer toe in staat was. Velen verwijten hem, dat hij nog operaties verrichtte, toen hij reeds dement was en daarbij talrijke ernstige, af en toe zelfs dodelijke medische fouten heeft begaan. Sauerbruch stierf in 1951 na een slepende ziekte. Hij werd op de begraafplaats van Berlin-Wannsee bijgezet.
Kort na Sauerbruchs dood verschenen zijn memoires onder de titel Das war mein Leben. Deze zijn echter door een ghostwriter, Hans Rudolf Berndorff, opgesteld en vormen een positief flatterende biografie, waarin o.a. zijn sympathie voor Hitler wordt weggelaten. De memoires werden in 1954 verfilmd. 
Nog altijd is omstreden of, en zo ja in hoeverre, Ferdinand Sauerbruch medeverantwoordelijk is geweest voor de door o.a. Josef Mengele uitgevoerde medische experimenten op gevangenen in concentratiekampen, en dus direct of indirect schuldig was aan misdaden tegen de menselijkheid. Vast staat wel, dat hij Karl Gebhardt gekend heeft, en dus van diens gruwelijke experimenten met sulfonamide  op politieke gevangenen op de hoogte kan zijn geweest.  Tegenwoordig huldigen velen het standpunt, dat Sauerbruch ervan geweten heeft, maar niet durfde protesteren uit angst voor terdoodveroordeling van hemzelf en van zijn familieleden. 

## Onderscheidingen
- Ridderkruis van het Kruis voor Oorlogsverdienste met Zwaarden op 11 oktober 1943[3]
- Kruis voor Oorlogsverdienste, 1e Klasse (april 1942) en 2e Klasse met Zwaarden[3]
- Nationale Duitse Prijs voor Kunst en Wetenschap in 1937 (gedeeld met Wilhelm Filchner)[3]
- Orde van de Rode Adelaar, 5e Klasse in 1912
- Huisorde van Hohenzollern in 1918
- Orde van de Verlosser
- Eredoctoraat van de Universiteit van Uppsala
- Lid van Pruisische Academie van Wetenschappen in 1937
- Hoofd van de Berlijnse Hogeschool voor Bewegingsleer in 1932
- Deutsche Akademie der Wissenschaften Leopoldina
- Lid van de Deutsche Akademie der Wissenschaften Leopoldina in 1933
- Lid van de Pruisische Raad van State in 1935

Ferdinand Sauerbruch werd tussen 1912 en 1951 ongeveer zestig keer voorgedragen voor de Nobelprijs voor Fysiologie of Geneeskunde - in deze periode vaker dan elke andere chirurg, maar zonder de prijs ooit te hebben ontvangen.

## In populaire cultuur
Sauerbruch is een van de hoofdpersonages in de historische serie Charite at war.